# 176 (число)
Вижте пояснителната страница за други значения на 176.
176 (сто седемдесет и шест) е естествено, цяло число, следващо 175 и предхождащо 177.
Сто седемдесет и шест с арабски цифри се записва „176“, а с римски цифри – „CLXXVI“. Числото 176 е съставено от три цифри от позиционните бройни системи – 1 (едно), 7 (седем), 6 (шест).

## Общи сведения
- 176 е четно число.
- 176-ият ден от годината е 25 юни.
- 176 е година от Новата ера.